# Chanaleilles
 Chanaleilles  (en occitano Chanalelha) es una población y comuna francesa, situada en la región de Auvernia, departamento de Alto Loira, en el distrito de Le Puy-en-Velay y cantón de Saugues.
Forma parte de la Via Podiensis del Camino de Santiago.

## Demografía
| 430 | 395 | 372 | 330 | 268 | 228 |
| Para los censos de 1962 a 1999 la población legal corresponde a la población sin duplicidades (Fuente: INSEE [Consultar]) |     |     |     |     |     |